# Kvalspelet till världsmästerskapet i futsal 2012
Kvalspelet till världsmästerskapet i futsal 2012 pågick från 16 maj 2011 till 8 juli 2012.

## Kvalificerade lag
| Federation                                                    | Turnering                                                                            | Kvalificerade lag                                                      |
| AFC Asien                                                     | AFC-mästerskapet i futsal 2012 Spelades i Förenade Arabemiraten; 25 maj–1 juni, 2012 | Australien · Iran · Japan · Kuwait                                     |
| CAF Afrika                                                    | CAF:s kvalspel 2012 Spelades 6 april–24 juni, 2012                                   | Egypten · Libyen · Marocko                                             |
| CONCACAF Nord– och Centralamerika samt Västindien             | CONCACAF-mästerskapet i futsal 2012 Spelades i Guatemala; 2–8 juli, 2012             | Costa Rica · Guatemala · Mexiko · Panama                               |
| CONMEBOL Sydamerika                                           | CONMEBOL:s kvalspel 2012 Spelades i Brasilien; 15–22 april, 2012                     | Argentina · Brasilien · Colombia · Paraguay                            |
| OFC Oceanien                                                  | OFC-mästerskapet i futsal 2011 Spelades i Fiji; 16–20 maj, 2011                      | Salomonöarna                                                           |
| UEFA Europa                                                   | UEFA:s kvalspel 2012 Spelades 19 oktober, 2011 – 11 april, 2012                      | Italien · Portugal · Ryssland · Serbien · Spanien · Tjeckien · Ukraina |
| Värdnationen är direktkvalificerad till spel vid mästerskapet | Värdnationen är direktkvalificerad till spel vid mästerskapet                        | Thailand                                                               |